# Peter Petersz
Peter Petersz; eigentlich Peter Simon-Petersz (* 5. Oktober 1925 in Mainz; † 24. September 1955 in Berlin; auch Peter Peterz) war ein deutscher Schauspieler, Hörspiel- und Synchronsprecher.

## Leben
Peter Petersz war Sohn des Oberspielleiters Paul Petersz. Seit 1945 war er Ensemblemitglied des Theaters am Schiffbauerdamm in Berlin.
Er wirkte auch in einigen Filmproduktionen mit. Darunter befanden sich die DEFA-Filme Bürgermeister Anna in der Regie von Hans Müller mit Reinhard Kolldehoff, Arno Paulsen und Lutz Moik aus dem Jahr 1950 und 1951 Der Untertan von Wolfgang Staudte mit Werner Peters, Paul Esser und Blandine Ebinger. Peter Petersz betätigte sich ab dem Jahr 1949 auch häufig als Synchronsprecher. So konnte man ihn in dem Western Winchester ’73 als deutsche Stimme von Rock Hudson hören und in dem US-amerikanischen Spielfilm Polizei greift ein synchronisierte er Richard Kiley. Zudem arbeitete er vereinzelt als Hörspielsprecher.
Peter Petersz beging im Alter von 29 Jahren Suizid.

## Filmografie
- 1950: Bürgermeister Anna
- 1950: Melodie des Schicksals
- 1951: Die letzte Heuer
- 1951: Der Untertan

## Hörspiele
- 1953: Minister der neuen Methode – Regie: Erik Ode
- 1955: Die Karriere des Gotthold Kimm – Regie: Peter Thomas

## Synchronisation
- 1949: Walzer in Weiß
- 1950: Winchester ’73
- 1950: Tarzans Abenteuer in New York
- 1950: Tarzan und sein Sohn
- 1950: Dick und Doof in der Fremdenlegion
- 1951: Die Farm der Besessenen
- 1951: Aufstand in Sidi Hakim
- 1951: Das Ding aus einer anderen Welt
- 1951: Spionagering M
- 1951: Heut’ gehn wir bummeln
- 1952: Terror über Colorado
- 1952: Karneval in Texas
- 1952: Karawane der Frauen
- 1952: Vom Winde verweht
- 1952: Der Held von Burma
- 1952: Flucht vor dem Tode
- 1952: Mann gegen Mann
- 1952: Die Venus verliebt sich
- 1953: Korea Soldat Meaus
- 1953: Der Teufelshauptmann
- 1953: Unternehmen Seeadler
- 1953: Seminola
- 1953: Polizei greift ein
- 1953: Der Sohn von Ali Baba
- 1953: Julius Caesar
- 1953: Gewagtes Alibi
- 1953: Die letzte Entscheidung
- 1954: Adlerschwinge
- 1954: Das Zigeunermädchen von Sebastopol
- 1954: Reise in Italien
- 1954: Es wird immer wieder Tag
- 1954: Kolonne Süd
- 1954: Der große Aufstand
- 1954: Auf verlorenem Posten
- 1954: Der Mann von Alamo
- 1954: Donnernde Hufe
- 1954: Küß mich, Kätchen!
- 1954: Arzt im Zwielicht
- 1954: Goldenes Gift
- 1954: Sittenpolizei
- 1954: Der Garten des Bösen
- 1954: Die Gladiatoren
- 1955: Papa, Mama, Katrin und ich
- 1955: Duell in Socorro
- 1955: Heißes Pflaster
- 1955: Verschwörung auf Fort Clark